# Torre Cepsa

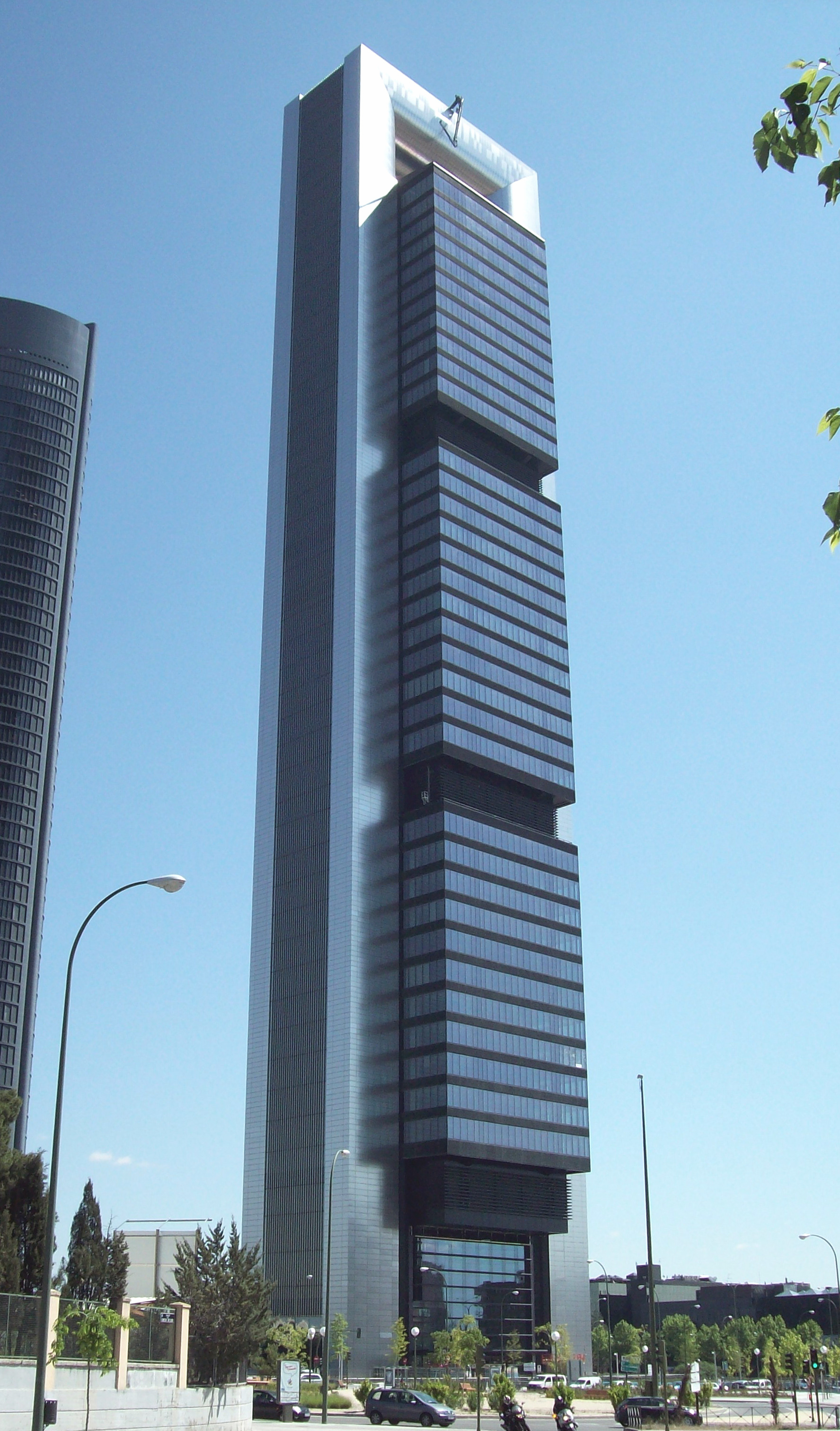
Torre Caja Madrid im Mai 2009

Torre Cepsa (ehemals Torre Repsol, Torre Caja Madrid) ist der Name eines Wolkenkratzers in der spanischen Hauptstadt Madrid. Das 249,5 Meter und 45 Stockwerke hohe Bürogebäude wurde ursprünglich vom Mineralölunternehmen Repsol YPF als Teil des aus vier Hochhäusern bestehenden Komplexes Cuatro Torres Business Area errichtet. Während der Bauarbeiten entschloss sich Repsol seine Firmenzentrale an einem anderen Ort zu bauen und verkaufte das Gebäude im August 2007 für rund 815 Mio. € an die spanische Sparkasse Caja Madrid. Der Wolkenkratzer, der Ende 2008 fertiggestellt wurde, ist der höchste Spaniens und gehört zu den zehn höchsten Gebäuden in Europa.